# Карташево (Куйбишевський район)
Карташево (рос. Карташево) — хутір у Куйбишевському районі Ростовської області Росії. Входить до складу Кринично-Лузького сільського поселення.

## Географія
Географічні координати: 47°45' пн. ш. 39°08' сх. д. Часовий пояс — UTC+4.
Хутір Карташево розташований на південному схилі Донецького кряжу. Відстань до районного центру — села Куйбишева становить 19 км.

### Урбаноніми
- вулиці — Калініна, Молодіжна, Пролетарська[2].

## Населення
За даними перепису населення 2010 року на території хутора проживало 232 особи. Частка чоловіків у населенні складала 47% або 109 осіб, жінок — 53% або 123 особи.

## Соціальна сфера
У населеному пункті діє фельдшерський пункт.